# Skänninge
Skänninge – miejscowość (tätort) w Szwecji w gminie Mjölby w regionie Östergötland.
Według danych Szwedzkiego Urzędu Statystycznego liczba ludności wyniosła: 3358 (31 grudnia 2015), 3366 (31 grudnia 2018) i 3372 (31 grudnia 2019).
W 1801 roku w Skänninge urodził się Adolf Fredrik Lindblad.